# Machaquito
Rafael González Madrid dit « Machaquito », né à Cordoue le 2 janvier 1880, mort à Cordoue le 1er novembre 1955, est un matador espagnol 

## Présentation
- Présentation en public le 23 mai 1897 à Grenade.
- Alternative le 16 septembre 1900 à Madrid ; parrain Emilio Torres « Bombita » ; taureaux du Duc de Veragua.
- Premier de l’escalafón en 1902, 1906, 1910 et 1911.

Il se retire après une dernière corrida à Madrid le 13 octobre 1913.
Il a été nommé par la vox populi « Troisième Calife de la Tauromachie » après « Lagartijo » et « Guerrita ».